# Championnat de Chypre de football 1977-1978
Navigation
Saison précédente Saison suivante
La saison 1977-1978 du Championnat de Chypre de football était la 40e édition officielle du championnat de première division à Chypre. Les seize meilleurs clubs du pays se retrouvent au sein d'une poule unique, la Cypriot First Division, où ils s'affrontent 2 fois, à domicile et à l'extérieur. En fin de saison, le dernier du classement est relégué et est remplacé par le champion de D2.
C'est le club de l'Omonia Nicosie, quadruple tenant du titre, qui remporte le 8e titre de champion de Chypre de son histoire, il devance de 10 points l'APOEL Nicosie et de 14 points le Pezoporikos Larnaca. L'APOEL Nicosie, dauphin de l'Omonia depuis 3 saisons, se console en remportant la Coupe de Chypre.

## Les 16 clubs participants
| - Evagoras Paphos - AEL Limassol - Olympiakos Nicosie - Digenis Morphou - EPA Larnaca - APOP Paphos - Promu de D2 - Omonia Nicosie - APOEL Nicosie | - Alki Larnaca - Pezoporikos Larnaca - Anorthosis Famagouste - Nea Salamina - Apollon Limassol - EN Paralimni - Aris Limassol - Chalkanoras Idaliou |

## Compétition

### Classement
Le barème utilisé pour établir le classement est le suivant :
- Victoire : 2 points
- Match nul : 1 point
- Défaite : 0 point

| Rang | Équipe                | Pts | J  | G  | N  | P  | Bp | Bc | Diff |
| ---- | --------------------- | --- | -- | -- | -- | -- | -- | -- | ---- |
| 1    | Omonia Nicosie T      | 51  | 30 | 22 | 7  | 1  | 77 | 15 | +62  |
| 2    | APOEL Nicosie C       | 41  | 30 | 17 | 7  | 6  | 47 | 20 | +27  |
| 3    | Pezoporikos Larnaca   | 37  | 30 | 15 | 7  | 8  | 40 | 30 | +10  |
| 4    | EN Paralimni          | 36  | 30 | 12 | 12 | 6  | 38 | 28 | +10  |
| 5    | Anorthosis Famagouste | 35  | 30 | 11 | 13 | 6  | 44 | 29 | +15  |
| 6    | Alki Larnaca          | 32  | 30 | 11 | 10 | 9  | 35 | 40 | -5   |
| 7    | Aris Limassol         | 31  | 30 | 10 | 11 | 9  | 51 | 41 | +10  |
| 8    | EPA Larnaca           | 31  | 30 | 9  | 13 | 8  | 44 | 35 | +9   |
| 9    | Apollon Limassol      | 30  | 30 | 10 | 10 | 10 | 40 | 36 | +4   |
| 10   | Nea Salamina          | 28  | 30 | 8  | 12 | 10 | 43 | 48 | -5   |
| 11   | Olympiakos Nicosie    | 25  | 30 | 7  | 11 | 12 | 26 | 35 | -9   |
| 12   | AEL Limassol          | 24  | 30 | 7  | 10 | 13 | 41 | 48 | -7   |
| 13   | APOP Paphos P         | 22  | 30 | 6  | 10 | 14 | 22 | 45 | -23  |
| 14   | Evagoras Paphos       | 20  | 30 | 4  | 12 | 14 | 32 | 59 | -27  |
| 15   | Digenis Morphou       | 19  | 30 | 5  | 9  | 16 | 30 | 61 | -31  |
| 16   | Chalkanoras Idaliou   | 18  | 30 | 6  | 6  | 18 | 22 | 62 | -40  |

|  | Qualification pour la Coupe des clubs champions 1978-1979                              |
|  | Qualification pour la Coupe des Coupes 1978-1979                                       |
|  | Qualification pour la Coupe UEFA 1978-1979                                             |
|  | Relégation directe en deuxième division                                                |
|  | T : Tenant du titre C : Vainqueur de la Coupe de Chypre P : Promu de deuxième division |

## Bilan de la saison
| Championnat de Chypre de football 1977-1978 |                           |
| Champion                                    | Omonia Nicosie (8e titre) |
| Coupes et trophées                          |                           |
| Vainqueur de la Coupe de Chypre 1977-1978   | APOEL Nicosie             |
| Qualifications continentales                |                           |
| Coupe des clubs champions 1978-1979         | Omonia Nicosie            |
| Coupe des Coupes 1978-1979                  | APOEL Nicosie             |
| Coupe UEFA 1978-1979                        | Pezoporikos Larnaca       |
| Promotions et relégations                   |                           |
| Promus en Cypriot First Division            | Omonia Aradippou          |
| Relégués en Cypriot Second Division         | Chalkanoras Idaliou       |